# Rhomboda abbreviata
Rhomboda abbreviata là một loài thực vật có hoa trong họ Lan. Loài này được (Lindl.) Ormerod miêu tả khoa học đầu tiên năm 1995.